# MIRAGE (AAA의 노래)
〈MIRAGE〉(미라주, 일본어: ミラージュ 미라주[*])는 일본의 음악 그룹 AAA의 열일곱 번째 싱글이다. 2008년 1월 9일에 에이벡스 트랙스에서 발매됐다.

## 개요
- 《2nd Anniversary Live -5th ATTACK 070922- at 일본무도관》과 동시 발매.
- ‘CD+DVD ver.’ · ‘CD ONLY ver.’ · ‘CD ONLY (EXTRA) ver.’의 세 형태로 발매됐다. 첫 시도로 ‘CD ONLY (EXTRA) ver.’에는 멤버 출연의 버라이어티 무비 ‘AAA 비밀 그래프’(AAA極秘クラブ)를 수록하고 있다.
- AAA의 싱글로는 첫 커플링곡이 수록됐다. 커플링곡인 〈Love Candle〉은 스에요시 슈타와 우라타 나오야의 듀엣곡. 코러스로 다른 남성 멤버가 참가하고 있다.

## 주요 기록
2008년 1월 21일자 오리콘 주간 차트에서 1위로 차트인을 하고 AAA로는 처음이 되는 최고순위를 기록했다. 초동 매상은 25,333장을 기록. 또한, 이 장수는 최고순위를 기록했던 장수로는 당시에는 사상최소였으며, 우에무라 카나의 싱글 〈화장실의 신〉에 의한 주간 매상장수 11,327장(오리콘 차트 2011년 1월 10일자)까지 2년 11개월간 유지하고 있었다(다만, 〈화장실의 신〉은 발매 6주째에서의 최고순위를 기록). 또, 첫 등장으로의 최고순위를 획등한 작품으로도 당시 사상최소종수이며, 이와사 미사키의 싱글 〈병의 포모정〉에 의한 주간 매상장수 11,928장(오리콘 차트 2014년 1월 20일자)까지 6년간 유지하고 있었다.

## 수록내용

### CD+DVD Ver.
1. MIRAGE [3:09]
  - 작사: FLAT5th, Rico / 작곡: 와타누키 요시아키 / 편곡: 스즈키 Daichi 히데유키
2. Love Candle [4:04]
  - 작사: jam / 작곡: 히비노 히로후미 / 편곡: 미즈시마 야스타카
3. MIRAGE (Instrumental)
4. Love Candle (Instrumental)

DVD
1. MIRAGE (Music Clip)

### CD ONLY Ver.
1. MIRAGE
2. Love Candle
3. SUNSHINE (Live in BUDOKAN 2007.9.22) [4:04]
  - 작사: Delicatessen / 작곡: hyoutan / 편곡: hyoutan, 우에스기 히로시
4. MIRAGE (Instrumental)
5. Love Candle (Instrumental)

### CD ONLY(EXTRA사양) Ver.
1. MIRAGE
2. Love Candle
3. MIRAGE (Instrumental)
4. Love Candle (Instrumental)

CD-EXTRA 수록 내용
- 버라이어티 무비 ‘AAA 극비 클럽’(AAA極秘クラブ)